# APDU
V oblasti čipových karet se výrazem application protocol data unit (APDU) rozumí komunikační protokol mezi čtečkou karet a čipovou kartou.
Struktura APDU je definována normou ISO/IEC 7816-4 Organization, security and commands for interchange.

## Páry příkaz-odpověď zpráv APDU
APDU mají dvě kategorie: příkaz APDU a odpověď APDU.
Příkaz APDU je posílán čtečkou směrem do karty – obsahuje povinnou 4bytovou hlavičku (CLA, INS, P1, P2) a data o velikosti 0 až 255 bytů.
Odpověď APDU je poslána z kartu do čtečky– obsahuje povinný 2bytový status a data o velikosti 0 až 256 bytů.
| Příkaz APDU   | Příkaz APDU     | Příkaz APDU                                                                 |
| Název pole    | Velikost (bytů) | Popis                                                                       |
| ------------- | --------------- | --------------------------------------------------------------------------- |
| CLA           | 1               | Instrukční třída – určuje typ příkazu, např. interindustry nebo proprietary |
| INS           | 1               | Instrukční kód – určuje konkrétní příkaz, např. "write data"                |
| P1-P2         | 2               | instrukční parametry příkazu, např. offset v souboru pro zápis dat          |
| Lc            | 0, 1 nebo 3     | Kóduje (Nc) bytů následujících dat příkazu                                  |
| Data příkazu  | Nc              | Nc bytů dat                                                                 |
| Le            | 0, 1, 2 nebo 3  | Kóduje maximálně (Ne) bytů očekávané odpovědi                               |
| Odpověď APDU  |                 |                                                                             |
| Data odpovědi | Nr (max. Ne)    | Data odpovědi                                                               |
| SW1-SW2       | 2               | Status provedení příkazu, např. 90 00 (hexadecimálně) představuje úspěch    |